# 98 Tauri
98 Tauri (k Tauri) é uma estrela na direção da Taurus. Possui uma ascensão reta de 04h 58m 09.38s e uma declinação de +25° 03′ 01.9″. Sua magnitude aparente é igual a 5.79. Considerando sua distância de 296 anos-luz em relação à Terra, sua magnitude absoluta é igual a 1.00. Pertence à classe espectral A0V.